# Nakina
Nakina es un área no incorporada ubicada del condado de Columbus en el estado estadounidense de Carolina del Norte.
Se encuentra en la Carretera de Carolina del Norte 905 al norte de Pireway, a una altura de 43 pies (13 m).